# Johann Christoph Bach III
Pour les articles homonymes, voir Johann Christoph Bach, Johann Bach (homonymie) et Bach (homonymie).
Johann Christoph Bach, aussi francisé en Jean-Christophe Bach, est né à Erfurt le 16 juin 1671 et mort à Ohrdruf le 22 février 1721. Il fut un organiste et compositeur allemand, le deuxième fils de Johann Ambrosius Bach et de son épouse Maria Elisabetha Lämmerhirt, et frère aîné de Jean-Sébastien Bach.

## Biographie
Il fait ses études à l'École de latin d'Eisenach de 1681 à 1685 et se rend ensuite à Erfurt où, après avoir suivi l'enseignement de Johann Pachelbel, il est nommé organiste à la Thomaskirche.
Johann Christophe remplace ensuite son grand-oncle, Heinrich, devenu aveugle, à Arnstadt en 1689 et 1690. À partir de 1690, il est organiste de la Michaeliskirche d'Ohrdruf. Le 23 octobre 1694, peu avant la mort de son père, il épouse à Ohrdruf Johanna Dorothea vom Hofe qui lui donnera 9 enfants. Après la mort de son père, il recueillit ses deux derniers frères (durant 5 années pour Johann Sebastian, son illustre frère cadet dont il fut le professeur de clavecin et 2 ans seulement pour Johann Jacob).
Durant ses vingt dernières années, il alternera, toujours à Ohrdruf, la conduite de l'orgue avec le métier de maître d'école. Pendant une centaine d'années, l'orgue de la Michaeliskirche d'Ohrdruf sera tenu par des descendants de Johann Christoph. 

## Discographie
- Andreas Bach Buch, œuvres de Buxtehude, Bach, Fischer, Ritter, Pollarolo, Marais, Reincken - Benjamin Alard, orgue Rémy Mahler de Saint-Étienne-de-Baïgorry, clavecin Philippe Humeau (27-31 octobre 2005, Éditions Hortus Hortus 045)